# Морена (тип катеров)
Катер «Морена» (Morena RHIB — Rigid Hulled Inflatable Boat) — морское судно, сконструированное специально для морских коммандос.
Разработан и выпускается фирмой U.S.M.I. (Луизиана, США). Разработан для американских морских коммандос SEALs, где находится на вооружении с ноября 1997 года. Поступил на вооружение в 2000 году морского спецназа Израиля.
Корпус катера выполнен полужёстким, катер пригоден для десантирования и перевозкой вертолётами. Длина катера 13 м. Конструкция катера выполнена так, что при движении уменьшает количество брызг, попадающей на экипаж, что позволяет бойцам достигнуть целей сухими.
Дизельный двигатель с турбонаддувом Dual Caterpillar 3126 приводит в действие водомёт, который разгоняет катер до скорости 45 узлов. Доступ к двигателю очень прост, что облегчает его обслуживание и ремонт. Дальность хода составляет около 200 морских миль. Экипаж катера 3 человека (+ 8 бойцов).
Катер оборудован РЛС Furuno 841 и двумя турелями для установки пулемётов или автоматических гранатомётов Мк19.
Обладает хорошей мореходностью в плохую погоду.